# S&M Airlines
S&M Airlines ist das zweite Studioalbum der amerikanischen Punkrockband NOFX, das 1989 über Epitaph Records veröffentlicht wurde.

## Hintergrund
Das Album, das erste der Band bei Epitaph, wurde in nur sechs Tagen im Studio Westbeach Recorders aufgenommen und remixt. Greg Graffin und Brett Gurewitz von Bad Religion – letzterer Gründer von Epitaph, der das Album auch produzierte – sind beim letzten Song zu hören, einem Cover von Go Your Own Way von Fleetwood Mac. Auch bei einigen anderen Titeln sind die beiden als Hintergrundsänger zu hören. Bassist und Sänger Fat Mike nannte S&M Airlines das erste wirklich NOFX-Album. Inspirationsquellen waren Bad Religion und Rich Kids on LSD, die Band wies einen präziseren und melodischeren Klang auf als auf dem Debütalbum Liberal Animation, der teils auch metalähnlich genannt wurde, was die Band aber zurückwies. Ein Musikvideo wurde zum Titelstück gedreht.

## Rezeption
Allmusic vergab 1,5 von fünf Sternen und nannte es " a great big mess. A tinny album full of punk-tinged metal riffs and silly lyrics, it shouldn't be surprising that listening to this record could make some people wonder how NOFX ever managed to garner any sort of fanbase."

## Titelliste
Alle Songs wurden von Fat Mike geschrieben außer wo angegeben.
| No.          | Titel                                                                        | Länge |
| ------------ | ---------------------------------------------------------------------------- | ----- |
| 1.           | "Day to Daze" (von Fat Mike und Eric Melvin)                                 | 1:58  |
| 2.           | "Five Feet Under"                                                            | 2:42  |
| 3.           | "Professional Crastination" (von Fat Mike und Melvin)                        | 2:46  |
| 4.           | "Mean People Suck"                                                           | 2:02  |
| 5.           | "Vanilla Sex"                                                                | 2:35  |
| 6.           | "S&M Airlines"                                                               | 4:41  |
| 7.           | "Drug Free America" (von Fat Mike und Melvin)                                | 3:41  |
| 8.           | "Life O’Riley" (von Fat Mike und Melvin)                                     | 1:53  |
| 9.           | "You Drink, You Drive, You Spill"                                            | 2:22  |
| 10.          | "Scream for Change"                                                          | 2:54  |
| 11.          | "Jaundiced Eye"                                                              | 3:50  |
| 12.          | "Go Your Own Way" (von Lindsey Buckingham; veröffentlicht von Fleetwood Mac) | 2:18  |
| Gesamtlänge: | Gesamtlänge:                                                                 | 33:42 |

- Anmerkung: Titel 12 ist nicht auf der Vinylversion des Albums enthalten, aber auf den CD- und Cassettenausgaben.

## Mitwirkende
- Fat Mike – lead vocals, bass
- Eric Melvin – guitar, backing vocals
- Erik Sandin – drums
- Steve Kidwiler – guitar, backing vocals

Gastmusiker
- Greg Graffin – backing vocals, vocals on "Go Your Own Way"
- Brett Gurewitz – backing vocals

Produktion
- Brett Gurewitz – producer, engineer
- Donnell Cameron – assistant engineer, cover design
- Edward Repka – artwork
- Alison Braun – photography